# Саррага, Хосе Мария
Хосе Мария Саррага (15 августа 1930 — 3 апреля 2012) — испанский футболист, полузащитник.
Прежде известный по выступлениям за клуб «Реал Мадрид».

## Клубная карьера
Родился 15 августа 1930 года в городе Гечо. Воспитанник юношеских команд футбольных клубов «Лос-Эсколапинос», «Ассйон Католика де Лас-Аренас» и «Универсидад де Деусто».
В профессиональном футболе дебютировал в 1948 году, выступая за «Аренас Гечо».
В течение 1949—1951 годов защищал цвета команды «Реал Мадрид Кастилья», фарм-клуба мадридского «Реала».
В 1951 году был включён в основу клуба «Реал Мадрид», за который отыграл 11 сезонов. За это время шесть раз завоёвывал титул чемпиона Испании, становился пятикратным обладателем Кубка европейских чемпионов, обладателем Межконтинентального кубка, обладателем кубка Испании.
Завершил профессиональную карьеру футболиста, выступая за всё тот же «Реал» в 1962 году.

## Национальная сборная
За сборную дебютировал в 1955 году в товарищеском матче против Англии. Всего за Испанию в течение четырёх лет провёл восемь матчей, в последнем из которых был капитаном сборной.

## Смерть
Саррага перенёс инсульт в начале октября 1993 года, лечился в клинике Сарсуэла, Мадрид. 3 апреля 2012 он умер в возрасте 81 года, также в испанской столице.